# San Antonio de la Rinconada
San Antonio de la Rinconada är en ort i Mexiko.   Den ligger i kommunen Abasolo och delstaten Guanajuato, i den centrala delen av landet, 260 km väster om huvudstaden Mexico City. San Antonio de la Rinconada ligger 1 704 meter över havet och antalet invånare är 215.
Terrängen runt San Antonio de la Rinconada är huvudsakligen platt, men åt sydväst är den kuperad. Runt San Antonio de la Rinconada är det ganska tätbefolkat, med 166 invånare per kvadratkilometer. Närmaste större samhälle är Abasolo, 14,5 km väster om San Antonio de la Rinconada. Trakten runt San Antonio de la Rinconada består till största delen av jordbruksmark.